# C39 (Namibië)
De C39 is een secundaire weg in het noordwesten van Namibië. De weg loopt van Otavi via Outjo en Khorixas naar Palgrave Point. In Otavi sluit de weg aan op de B1 naar Windhoek en Tsumeb en op de B8 naar Grootfontein.
De C39 is 505 kilometer lang en loopt door de regio's Otjozondjupa en Kunene.